# Codi genètic

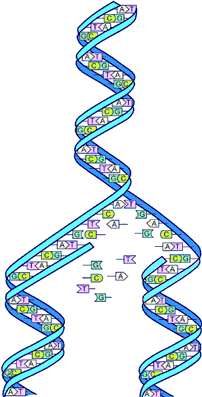
Els cromosomes, formats per una doble hèlix d'ADN, contenen la informació genètica d'un individu, és a dir, les "instruccions" per fabricar les proteïnes (bàsicament enzims) que controlaran les reaccions químiques de la cèl·lula, el seu funcionament.
El codi genètic NO és la informació continguda en els cromosomes, sinó el codi que la cèl·lula utilitza per desxifrar el missatge contingut en els cromosomes.
En altres paraules: el codi genètic és la correspondència entre dos "llenguatges": el llenguatge de nucleòtids que utilitza l'ADN i el llenguatge d'aminoàcids en què es basen les proteïnes.
Podríem dir que el codi genètic és el diccionari bilingüe "nucleòtids-aminoàcids"

En genètica, el codi genètic és un conjunt de normes que permeten la conversió de seqüències d'àcids nucleics (ADN o ARN) en proteïnes dins les cèl·lules dels éssers vius, en el procés de biosíntesi de proteïnes. Gairebé tots els éssers vius coneguts, utilitzen el mateix codi genètic, anomenat codi genètic estàndard, tot i que alguns organismes presenten variacions menors d'aquest codi.

## Característiques
- És universal, és a dir, la interpretació dels codons per aminoàcids és igual en totes les cèl·lules; tant per als bacteris com per a l'ésser humà, tots els gens són interpretats de la mateixa manera. Només existeixen algunes excepcions en uns pocs triplets en mitocondris i alguns protozous.
- No és ambigu, ja que cada triplet té el seu propi significat.
- Tots els triplets tenen sentit, bé codifiquen un aminoàcid o bé indiquen terminació de lectura.
- Està degenerat, ja que hi ha diversos triplets per a un mateix aminoàcid, és a dir hi ha codons sinònims. Això representa un avantatge, ja que encara que es produís un error en la còpia d'un nucleòtid, podria seguir la colinearitat entre el triplet i l'aminoàcid. D'altra banda, si només hagués vint triplets amb sentit, un simple error d'un triplet probablement ho convertiria en un triplet sense sentit, i així s'interrompria la biosíntesi.
- Manca de solapament, és a dir, els triplets no comparteixen bases nitrogenades
- És unidireccional, ja que els triplets es llegeixen en el sentit 5´→ 3´.

## Descobriment
El codi genètic va ser descobert l'any 1961 pels investigadors Niremberg i Khorana. Aquests investigadors van sintetitzar oligonucleòtids (petites cadenes d'ARN) de diferents mides i amb diferents seqüències i els van posar en condicions perquè se sintetitzessin pèptids a partir de la informació escrita. Van recollir per a cada cas el pèptid resultant i van analitzar quins aminoàcids el componien, i en quin ordre. Associant la seqüència de l'oligonucleòtid amb la del pèptid i fent oligonucleòtids cada cop més complexos van aconseguir determinar que cada tres nucleòtids (codó) hi havia codificat un aminoàcid, i quines seqüències de nucleòtids donaven lloc a cada aminoàcid.

## Tipus de codó
Un codó és un triplet de nucleòtids en l'ADN o l'ARN que codifica un aminoàcid particular o que assenyala el començament o la fi del missatge genètic. Els codons es divideixen en tres grups:
- codó d'inici: Codó de l'ARNm (AUG, GUG i GUA) que inicia la síntesi de polipèptids.[3]
- codó modulador: Codó responsable, directament o indirecta, del control de la freqüència amb què es transcriuen els cistrons.[4]
- codó de terminació o codó sense sentit: Codó de l'ARNm (UAA, UAG i UGA) que marca la fi de la síntesi d'una cadena polipeptídica.[5]

## Taula 1: Taula de codons d'ARN
|         |   | 2a base                                                                                                |                                                                                 | |                                                                                 |
| U       | C | A | G                                                                               | |                                                                                 |
| 1a base | U | UUU (Phe/F)Fenilalanina UUC (Phe/F)Fenilalanina UUA (Leu/L)Leucina UUG (Leu/L)Leucina, Start           | UCU (Ser/S)Serina UCC (Ser/S)Serina UCA (Ser/S)Serina UCG (Ser/S)Serina         | UAU (Tyr/Y)Tirosina UAC (Tyr/Y)Tirosina UAA Ochre (Stop) UAG Amber (Stop)                           | UGU (Cys/C)Cisteïna UGC (Cys/C)Cisteïna UGA Opal (Stop) UGG (Trp/W)Triptòfan    |
| 1a base | C | CUU (Leu/L)Leucina CUC (Leu/L)Leucina CUA (Leu/L)Leucina CUG (Leu/L)Leucina, Start                     | CCU (Pro/P)Prolina CCC (Pro/P)Prolina CCA (Pro/P)Prolina CCG (Pro/P)Prolina     | CAU (His/H)Histidina CAC (His/H)Histidina CAA (Gln/Q)Glutamina CAG (Gln/Q)Glutamina                 | CGU (Arg/R)Arginina CGC (Arg/R)Arginina CGA (Arg/R)Arginina CGG (Arg/R)Arginina |
| 1a base | A | AUU (Ile/I)Isoleucina, Start² AUC (Ile/I)Isoleucina AUA (Ile/I)Isoleucina AUG (Met/M)Metionina, Start¹ | ACU (Thr/T)Treonina ACC (Thr/T)Treonina ACA (Thr/T)Treonina ACG (Thr/T)Treonina | AAU (Asn/N)Asparagina AAC (Asn/N)Asparagina AAA (Lys/K)Lisina AAG (Lys/K)Lisina                     | AGU (Ser/S)Serina AGC (Ser/S)Serina AGA (Arg/R)Arginina AGG (Arg/R)Arginina     |
| 1a base | G | GUU (Val/V)Valina GUC (Val/V)Valina GUA (Val/V)Valina GUG (Val/V)Valina, Start²                        | GCU (Ala/A)Alanina GCC (Ala/A)Alanina GCA (Ala/A)Alanina GCG (Ala/A)Alanina     | GAU (Asp/D)Àcid aspàrtic GAC (Asp/D)Àcid aspàrtic GAA (Glu/E)Àcid glutàmic GAG (Glu/E)Àcid glutàmic | GGU (Gly/G)Glicina GGC (Gly/G)Glicina GGA (Gly/G)Glicina GGG (Gly/G)Glicina     |

¹El codó AUG codifica la metionina i també serveix com a lloc d'iniciació: el primer AUG a la regió codificant dels RNAm és on comença la traducció a proteïna.

²És un codó d'inici només als procariotes.

## Taula 2: Taula de codons inversa
| Ala   | A | GCU, GCC, GCA, GCG           | Leu  | L | UUA, UUG, CUU, CUC, CUA, CUG |
| Arg   | R | CGU, CGC, CGA, CGG, AGA, AGG | Lys  | K | AAA, AAG                     |
| Asn   | N | AAU, AAC                     | Met  | M | AUG                          |
| Asp   | D | GAU, GAC                     | Phe  | F | UUU, UUC                     |
| Cys   | C | UGU, UGC                     | Pro  | P | CCU, CCC, CCA, CCG           |
| Gln   | Q | CAA, CAG                     | Ser  | S | UCU, UCC, UCA, UCG, AGU, AGC |
| Glu   | E | GAA, GAG                     | Thr  | T | ACU, ACC, ACA, ACG           |
| Gly   | G | GGU, GGC, GGA, GGG           | Trp  | W | UGG                          |
| His   | H | CAU, CAC                     | Tyr  | Y | UAU, UAC                     |
| Ile   | I | AUU, AUC, AUA                | Val  | V | GUU, GUC, GUA, GUG           |
| Start |   | AUG, GUG                     | Stop |   | UAG, UGA, UAA                |